# Laticauda saintgironsi
Espèce
Statut de conservation UICN

 LC  : Préoccupation mineure
Laticauda saintgironsi ou Tricot rayé calédonien est une espèce de serpents de la famille des Elapidae.

## Répartition

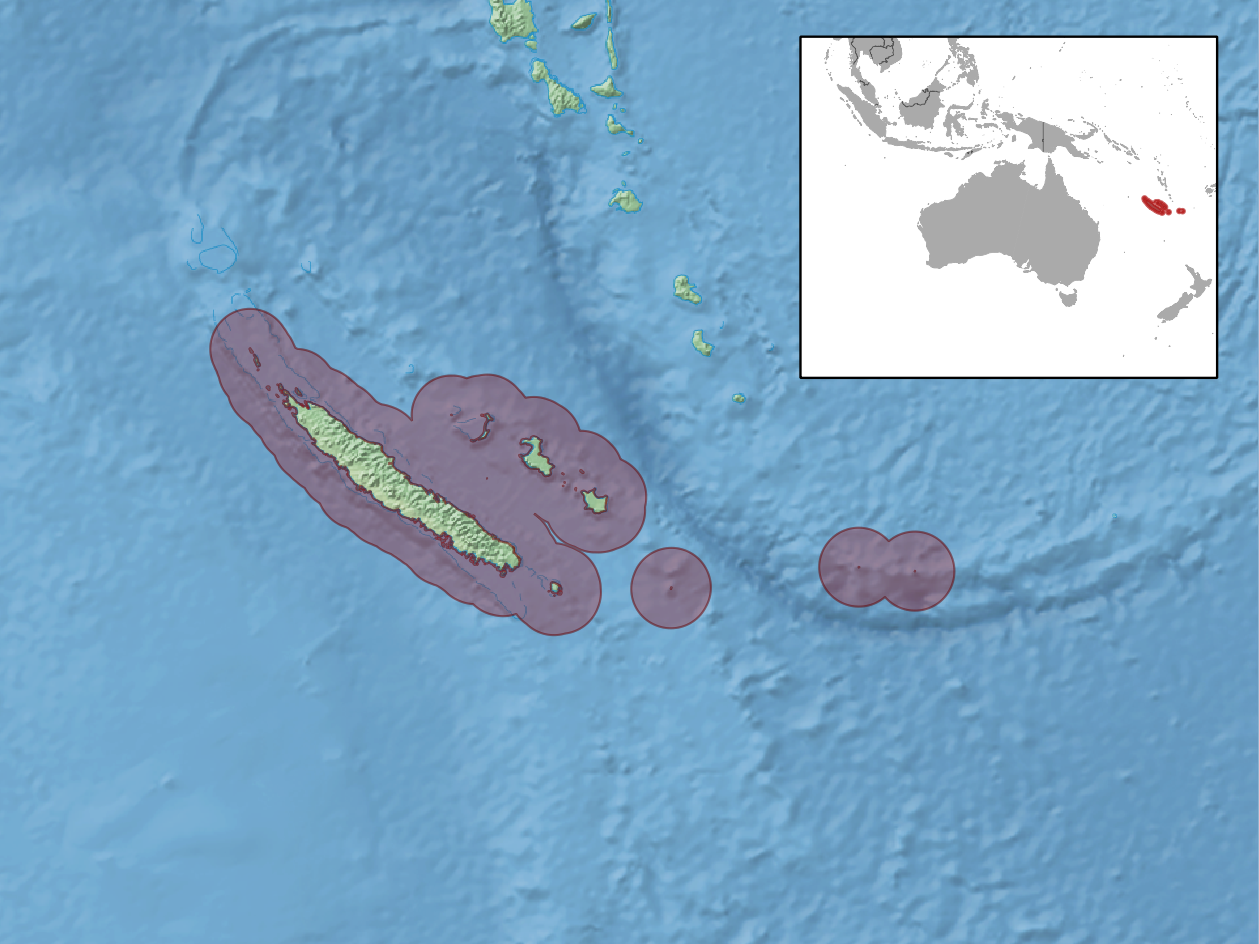
Répartition de l'espèce.

Cette espèce se rencontre dans les eaux de Nouvelle-Calédonie. C'est le serpent marin le plus commun du "Caillou". Quelques spécimens isolés ont été observés en Nouvelle-Zélande, aux îles Carolines et en Inde.

## Description
Laticauda saintgironsi mesure au maximum 82 cm pour les mâles et 110 cm pour les femelles. La coloration de son dos consiste en 28 à 38 anneaux noirs brillants séparés par des anneaux roux orangé s'estompant sur les flancs en crème ou blanc. Sa face ventrale est blanc crémeux. 
C'est un serpent venimeux ovipare. 
Cette espèce passe une grande partie de son temps à manger des anguilles dans l'eau peu profonde des récifs, jusqu'à 20 m et parfois jusqu'à 60 m de profondeur. Elle séjourne également à terre dans la végétation de rivage ou les rochers pour se reposer, digérer, boire, se reproduire... et peut se déplacer à terre sur plusieurs centaines de mètres et gravir de petites collines. Elle peut se retrouver à une trentaine d'individus dans un seul et même refuge.

## Venin
Serpents au venin mortel (leur morsure équivaut à dix fois celle du cobra royal et 40 fois le crotale diamantin), ils ne sont pas du tout agressifs et restent très craintifs.
Ils ne sont dangereux que lorsqu'ils se sentent très dérangés, menacés ou observés. Les morsures sont donc extrêmement rares[réf. souhaitée] (mais doivent être traitées immédiatement en allant à l'hôpital le plus proche).
Certains affirment à tort que du fait d'une bouche trop petite, le seul endroit où il peut mordre est la peau entre les doigts, en réalité il peut ouvrir la gueule à cent quatre-vingt degrés, ce qui implique une possibilité de morsure où il veut,.
Attention : le tricot rayé peut être confondu avec l'Hydrophide de Cogger, un autre serpent marin heureusement beaucoup moins commun qui lui ressemble, et qui, provoqué, peut facilement devenir agressif et potentiellement dangereux.

## Étymologie
Cette espèce est nommée en l'honneur d'Hubert Saint Girons.

## Parasites
On connaît très peu de choses sur les parasites de cette espèce. Des Nématodes Camallanidae ont été signalés.

## Publication originale
- Cogger & Heatwole, 2005 : Laticauda frontalis De Vis 1905, and Laticauda sp. nov. representing a new clade of sea kraits from the Republic of Vanatu and New Caledonia (Serpentes: Elapidae: Laticaudinae). Records of the Australian Museum, vol. 57, n. 3, p. 245–256 (texte intégral).